# Lothar Wiesner
Lothar Wiesner (* 26. August 1923; † unbekannt) war ein deutscher Fußballspieler und -trainer.

## Werdegang
Zwischen 1942 und 1943 spielte Wiesner aktiv bei der TSG Rostock und bestritt dabei zwei Qualifikationsspiele zur Deutschen Meisterschaft. Am 15. Oktober 1956 übernahm er neben dem Spielertrainer Kurt Zapf das Traineramt von Empor Rostock. Unter beiden musste der Verein aus der DDR-Oberliga absteigen. Am 11. Mai 1969 übernahm er erneut das Amt des Trainers, blieb jedoch nur bis 30. Juni, bevor auf ihn Horst Saß folgte.